# Чередовское сельское поселение
Чередовское сельское поселение — сельское поселение в Знаменском районе Омской области.
Административный центр — село Чередово (с. Чередово. Телефоны 8(38179)32-3-17, 8(38179)32-3-24)

## География
Расстояние до областного центра 368 км.
Чередовское сельское поселение расположено на юге Знаменского района. На севере поселение граничит с Семёновским и Знаменским сельскими поселениями, на западе с Завьяловским сельским поселением, на юге с Колосовским и Большеуковским районами, на востоке с Тарским районом Омской области.

## Административное деление
| статус  | населённый пункт | год основания |
| ------- | ---------------- | ------------- |
| село    | Че́редово         | 1669          |
| деревня | Алекса́ндрино     | 1810          |
| деревня | Котовщико́во      | ?             |
| деревня | Нико́льск         | 1896          |
| деревня | Фи́ны             | 1831          |

## Население
Количество населения за последние 3 года.
- 2009 — 726 человек (362 м — 364 ж)
- 2010 — 695 человек (350 м — 345 ж)
- 2011 — 685 человек (342 м — 343 ж)

Распределение населения по населённым пунктам:
- с. Чередово — 362 человека
- д. Котовщиково — 168 человек
- д. Никольск — 142 человека
- д. Александрино — 13 человек
- д. Фины — 1 человек